# Turjamező
Turjamező (ukránul: Тур'я Поляна) település Ukrajnában, Kárpátalján, az Ungvári járásban.

## Fekvése

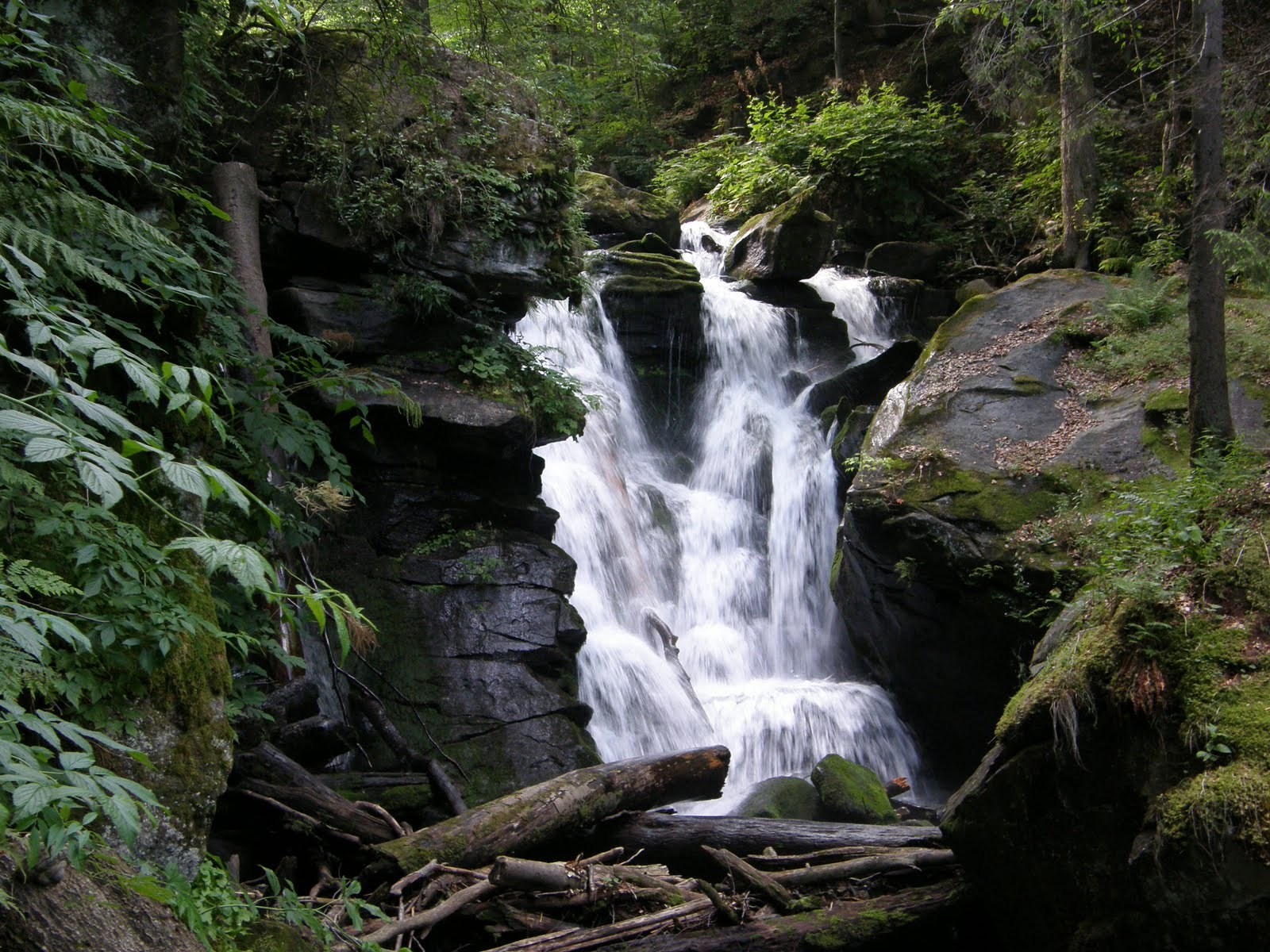
A Vojevodin-vízesés

Perecsenytől keletre, A Sipot patak (a Turja jobb oldali forrásvize) mellett, Poroskő és Beregforrás között fekvő település.

## Története
1910-ben 1182 lakosából 43 magyar, 15 német, 1120 ruszin volt. Ebből 15 római katolikus, 1132 görögkatolikus, 29 izraelita volt. A trianoni békeszerződés előtt Ung vármegye Perecsenyi járásához tartozott.